# Университет штата Нью-Йорк в Онеонте
Университе́т шта́та Нью-Йорк в Онео́нте (англ. State University of New York at Oneonta, краткое наименование — SUNY Oneonta) — университет в США (Онеонта, штат Нью-Йорк), основанный в 1889 году как нормальная школа. С 1951 года был реструктуризован в колледж. Университет Онеонты обучает студентов по четырёхлетней программе бакалавриата с возможностью получения дополнительных степеней. По состоянию на 2011 год в нём обучается порядка 5900 человек.
Университет сотрудничает с несколькими организациями по аккредитации, что позволяет ему предлагать студентам дополнительные образовательные программы по экономическим дисциплинам, экологии и химии, музыкальному искусству и другим. Межвузовская интеграция с американскими и зарубежными вузами позволяет развивать собственную образовательную инфраструктуру и обмениваться кадрами, студентами и технологиями. Среди российских партнёров университета присутствует российский аэрокосмический университет в Красноярске.
В 2012 году университет Онеонты занял 41 место в рейтинге северных колледжей по версии U.S. News & World Report. С 2006 года университет попадает в президентский почётный список общественной работы высших учебных заведений.